# Ockragul grynskivling
Ockragul grynskivling (Cystoderma amianthinum) är en svampart som först beskrevs av Giovanni Antonio Scopoli, och fick sitt nu gällande namn av Victor Fayod 1889. Enligt Catalogue of Life ingår Ockragul grynskivling i släktet Cystoderma,  och familjen Agaricaceae, men enligt Dyntaxa är tillhörigheten istället släktet Cystoderma,  och familjen Squamanitaceae. Arten är reproducerande i Sverige. Inga underarter finns listade i Catalogue of Life.

## Källor

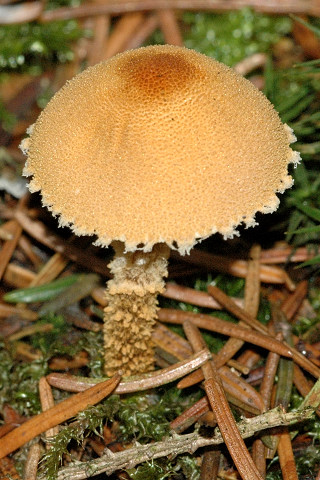